# Sint-Rafaëlkerk (Raversijde)

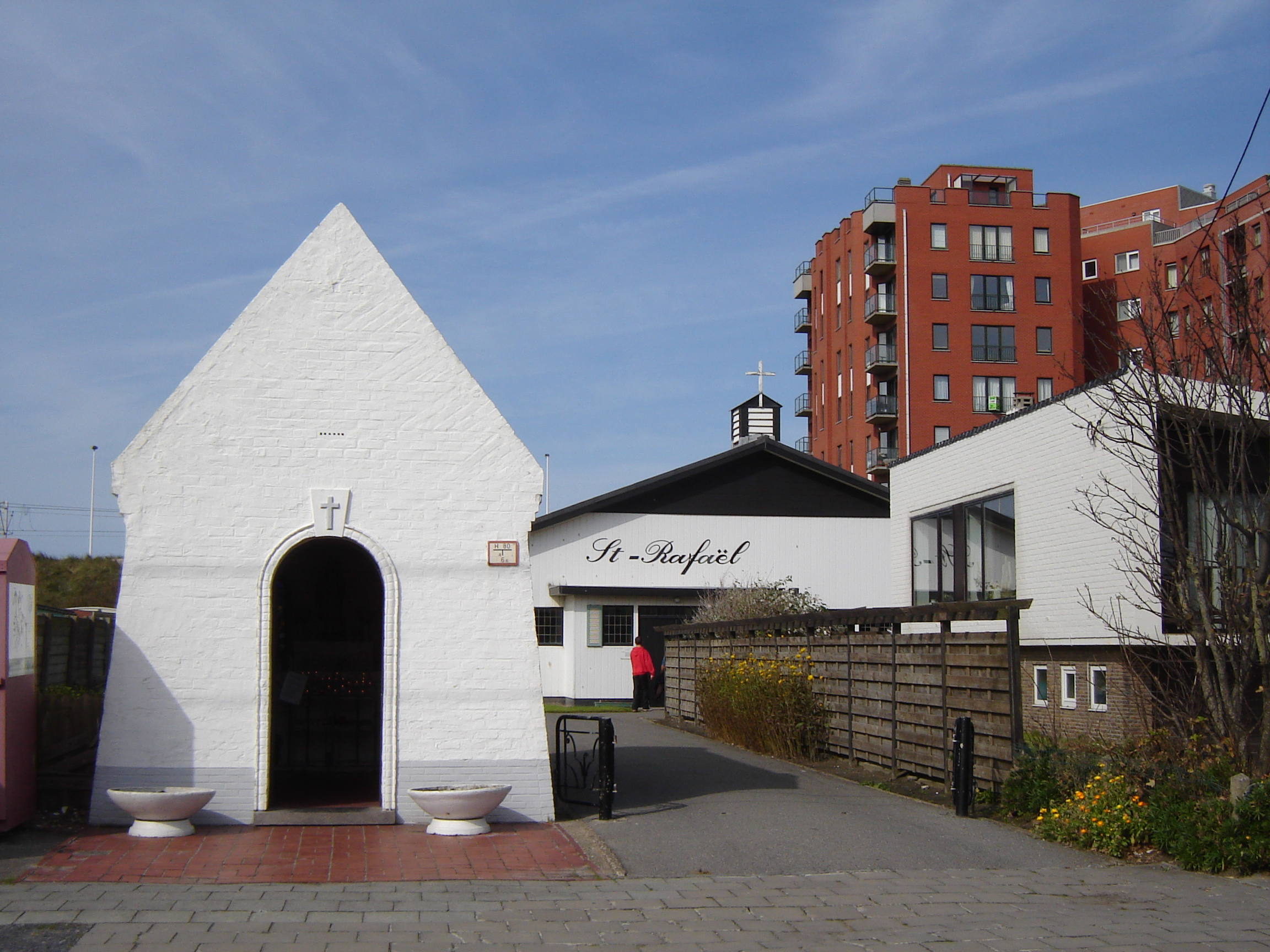
Mariakapel en Sint-Rafaëlkerk

De Sint-Rafaëlkerk is een kerkgebouw in de tot de West-Vlaamse gemeente Oostende behorende plaats Raversijde, gelegen aan de Duinenstraat 87.
Aan de straatzijde bevindt zich de Onze-Lieve-Vrouwekapel, gebouwd in 1961. Het is een witgeschilderd gebouwtje onder zadeldak met glas-in-loodramen. Het interieur is overwelfd door een tongewelf.
Hierachter ligt de Sint-Rafaëlkerk, die in 1966 als noodkerk werd gebouwd. Het is een eenvouwdig zaalkerkje onder breed zadeldak, voorzien van een bescheiden dakruitertje. Plannen om een definitieve kerk te bouwen werden nooit gerealiseerd.